# Thomaskirche (Darmstadt)
Die Thomaskirche ist eine evangelische Kirche in Darmstadt.

## Die Kirche
Der Bildhauer Fritz Schwarzbeck hat im Jahre 1969 für den Kirchensaal ein Kreuz aus Bronze und zwei dazu passende Kerzenhalter gestaltet.
Für den kreuzgangähnlichen Innenhof des Gemeindezentrums hat Fritz Schwarzbeck im Jahr 1975 drei Bronzereliefs zum Leben des Apostels Thomas und einen Brunnen aus Sandstein gestaltet.
Im Jahre 1986 wurden die fünf Glasfenster im Kirchsaal, nach Entwürfen von Helmut Lander, eingebaut.
1993 wurde ein Glockenträger mit einem Turmkreuz vor dem Gemeindezentrum errichtet.
Den textilen Wandbehang im Chorraum des Kirchsaals gestaltete 1996 Barbara Lemelsen.
Die Altardecke und Paramente, nach Entwürfen von Margarethe Keith, wurden von der Textilwerkstatt des Elisabethenstifts Darmstadt im Jahre 2000 angefertigt.

## Die Gemeinde
Die Thomasgemeinde entstand 1961 aus dem bisherigen Ostbezirk der Martinsgemeinde und erhielt ein eigenes Gemeindezentrum, dessen Kirchensaal für Gottesdienste und für andere Gemeindeaktivitäten genutzt wird.
Als Einrichtung der Thomasgemeinde wurde 1963 eine Kindergartengruppe im Gemeindezentrum gegründet.
Im Jahre 1972 wurde ein eigenes Gebäude für die Kinderbetreuung der Thomasgemeinde fertiggestellt.
Die Schwerpunkte der Gemeindearbeit sind:
- Arbeit mit jungen Familien.
- Kooperation mit dem Altenzentrum an der Rosenhöhe.
- Soziale Arbeit im Seniorenzentrum „Schwarzer Weg“.[1]